# Nahaciv, Iavoriv
Nahaciv (în ucraineană Нагачів) este localitatea de reședință a comunei Nahaciv din raionul Iavoriv, regiunea Liov, Ucraina.

## Demografie
Componența lingvistică a localității Nahaciv
     Ucraineană (99,83%)
     Alte limbi (0,17%)
Conform recensământului din 2001, majoritatea populației localității Nahaciv era vorbitoare de ucraineană (99,83%), existând în minoritate și vorbitori de alte limbi.